# Elaphoglossum trichomidiatum
Elaphoglossum trichomidiatum är en träjonväxtart som beskrevs av John T. Mickel. Elaphoglossum trichomidiatum ingår i släktet Elaphoglossum och familjen Dryopteridaceae. Inga underarter finns listade.